# Umar Nurmagomiedow
Umar Nurmagomiedow (ros. Усман Нурмагомедов ur. 3 stycznia 1998 w Kiziljurt) – rosyjski zawodnik mieszanych sztuk walki (MMA) dagestańskiego pochodzenia walczący w kategorii koguciej. Od 2021 roku zawodnik największej organizacji MMA na świecie - UFC.

## Życiorys
Nurmagomiedow urodził się 3 stycznia 1996 roku w Kiziljurt, w Dagestanie.
Jako dziecko, mieszkając w rodzinnej wiosce, wraz z bratem Usmanem Nurmagomiedowem zaczął uczęszczać na treningi zapasów w stylu dowolnym. Później zaczął ćwiczyć boks tajski, a jego brat poszedł w jego ślady.
Po przeprowadzce do Machaczkały rozpoczął treningi ze swoim wujkiem Abdulmanapem Nurmagomiedowem na obozie klubu MMA Eagles. Jest pochodzenia etnicznego Awarów.
W wieku 19 lat został mistrzem świata w sambo bojowym, wygrywając kategorię -62 kg na Mistrzostwach Świata WCSF. W następnym roku wygrał w dywizji koguciej, w amatorskich mieszanych sztukach walki na Mistrzostwach Świata WMMAA.

## Osiągnięcia

### Mieszane sztuki walki
Amatorskie
- World Mixed Martial Arts Association (WMMAA)
  - 2016: Mistrz świata WMMAA w wadze koguciej[5]

Zawodowe
- Eagle Fighting Championship
  - 2018-2019: Mistrz EFC w wadze koguciej
- Ultimate Fighting Championship
  - Bonus za walkę wieczoru (raz) vs. Merab Dwaliszwili (2025)[6]
  - Bonus za występ wieczoru (dwa razy) vs. Siergej Morozow (2021)[7], Raoni Barcelos (2023)[8]

### Sambo
- World Combat Sambo Federation
  - 2015: Mistrz świata Sambo w kategorii -62 kg[9][10]

## Lista zawodowych walk w MMA
| Wynik     | Bilans | Przeciwnik (bilans przed walką) | Rozstrzygnięcie                         | Runda | Czas | Rozgrywki                                     | Data       | Miejsce       | Uwagi                                                                                     |
| --------- | ------ | ------------------------------- | --------------------------------------- | ----- | ---- | --------------------------------------------- | ---------- | ------------- | ----------------------------------------------------------------------------------------- |
| Przegrana | 18-1   | Merab Dwaliszwili (18-4)        | Decyzja (jednogłośna)                   | 5     | 5:00 | UFC 311                                       | 18.01.2025 | Inglewood     | Pojedynek o pas mistrzowski UFC w wadze koguciej. Co-Main Event. Bonus za walkę wieczoru. |
| Wygrana   | 18-0   | Cory Sandhagen (17-4)           | Decyzja (jednogłośna)                   | 5     | 5:00 | UFC Fight Night: Nurmagomedov vs. Sandhagen   | 30.08.2024 | Abu Zabi      | Eliminator do walki o pas mistrzowski UFC w wadze koguciej. Main Event.                   |
| Wygrana   | 17-0   | Bekzat Almakhan (11-1)          | Decyzja (jednogłośna)                   | 3     | 5:00 | UFC Fight Night: Rozenstruik vs. Gaziev       | 02.03.2024 | Las Vegas     |                                                                                           |
| Wygrana   | 16-0   | Raoni Barcelos (17-3)           | KO (kopnięcie na korpus i cios pięścią) | 1     | 4:40 | UFC Fight Night: Strickland vs. Imavov        | 14.01.2023 | Las Vegas     | Bonus za występ wieczoru.                                                                 |
| Wygrana   | 15-0   | Nate Maness (14-1)              | Decyzja (jednogłośna)                   | 3     | 5:00 | UFC on ESPN: Tsarukyan vs. Gamrot             | 25.06.2022 | Las Vegas     | Powrót do kategorii koguciej.                                                             |
| Wygrana   | 14-0   | Brian Kelleher (24-12)          | Poddanie (duszenie zza pleców)          | 1     | 3:15 | UFC 272                                       | 05.03.2022 | Las Vegas     | Debiut w kategorii piórkowej.                                                             |
| Wygrana   | 13-0   | Siergej Morozow (16-3)          | Poddanie (duszenie zza pleców)          | 2     | 3:39 | UFC on ESPN: Chiesa vs. Magny                 | 20.01.2021 | Abu Zabi      | Debiut w UFC. Bonus za występ wieczoru.                                                   |
| Wygrana   | 12-0   | Braian González (6-0)           | Poddanie (duszenie zza pleców)          | 1     | 4:34 | GFC 20                                        | 23.11.2019 | Taszkent      | Obronił pas mistrzowski Eagle Fighting Championship w wadze koguciej.                     |
| Wygrana   | 11-0   | Sidemar Honorio (13-6)          | Decyzja (jednogłośna)                   | 3     | 5:00 | PFL 2019 #6: Regular Season                   | 08.08.2019 | Atlantic City |                                                                                           |
| Wygrana   | 10-0   | Taras Grytskiv (16-9)           | Poddanie (duszenie zza pleców)          | 1     | 2:46 | GFC 14                                        | 23.07.2019 | Kaspijsk      | Obronił pas mistrzowski Eagle Fighting Championship w wadze koguciej.                     |
| Wygrana   | 9-0    | Wagner Lima (12-4)              | Decyzja (jednogłośna)                   | 3     | 5:00 | Samara MMA Federation: Battle on the Volga 10 | 14.04.2019 | Togliatti     | Obronił pas mistrzowski Eagle Fighting Championship w wadze koguciej.                     |
| Wygrana   | 8-0    | Saidyokub Kakhramonov (5-0)     | Decyzja (jednogłośna)                   | 3     | 5:00 | PFL 2018 #7: Regular Season                   | 30.08.2018 | Atlantic City | Debiut w PFL.                                                                             |
| Wygrana   | 7-0    | Fatkhidin Sobirov (13-1-1)      | Decyzja (jednogłośna)                   | 3     | 5:00 | Samara MMA Federation: Battle on the Volga 4  | 11.05.2018 | Samara        | Zdobył pas mistrzowski Eagle Fighting Championship w wadze koguciej.                      |
| Wygrana   | 6-0    | Shyudi Yamauchi (16-8)          | Decyzja (jednogłośna)                   | 3     | 5:00 | Fight Nights Global 83                        | 22.02.2018 | Moskwa        |                                                                                           |
| Wygrana   | 5-0    | Nauruz Dzamikhov (2-1-1)        | Decyzja (jednogłośna)                   | 3     | 5:00 | Fight Nights Global 76                        | 08.10.2017 | Krasnodar     |                                                                                           |
| Wygrana   | 4-0    | Valisher Rakhmonov (2-5)        | Poddanie (duszenie zza pleców)          | 2     | 4:45 | Fight Nights Global 71                        | 29.07.2017 | Moskwa        |                                                                                           |
| Wygrana   | 3-0    | Alym Isabaev (0-0-1)            | TKO (ciosy pięściami)                   | 2     | 3:32 | Fight Nights Global 62                        | 31.03.2017 | Moskwa        |                                                                                           |
| Wygrana   | 2-0    | Ulukbek Amanbaev (2-0)          | Poddanie (duszenie zza pleców)          | 1     | 4:12 | Fight Stars: Battle on Sura 6                 | 05.01.2017 | Penza         |                                                                                           |
| Wygrana   | 1-0    | Rishat Kharisov (1-3)           | Poddanie (duszenie gilotynowe)          | 2     | 3:28 | Fight Nights Global 57                        | 16.12.2016 | Moskwa        | Debiut w zawodowym MMA oraz w wadze koguciej.                                             |